# Ди Бартоломеи, Агостино
Агостино Ди Бартоломеи (итал. Agostino Di Bartolomei; 8 апреля 1955 — 30 мая 1994) — итальянский футболист, защитник, полузащитник. Печально известный экс-капитан футбольного клуба «Рома».

## Биография
Агостино Ди Бартоломеи родился в Риме в 1955 году. В 14 лет попал в детскую команду футбольного клуба «Рома». За основную команду дебютировал в Серии А в сезоне 1972/1973. За свою карьеру в «Роме» он забил 64 гола в 293 официальных матчах, из которых 50 — в матчах Серии А, и вошёл в зал славы клуба. Во времена тренерства Нильса Лидхольма Ди Бартоломеи стал незаменимым игроком и капитаном команды, где играли такие футболисты как Фалькао, Конти, Нела, Пруццо и Анчелотти. В этот период «Рома» переживала наилучший период в своей истории: за те четыре года капитанства Ди Бартоломеи клуб завоевал скудетто в сезоне 1982/83 и три кубка страны. Победа в Чемпионате Италии позволила «джалоросси» впервые принять участие в розыгрыше Кубка европейских чемпионов, где клуб-дебютант сенсационно дошёл до финала, который должен проходить на Стадио Олимпико - родном стадионе для «Ромы». Однако именно финал турнира, проходивший 30 мая 1984 года стал для капитана роковым. В тот день Ди Бартоломеи отыграл весь матч вплоть до послематчевой серии пенальти, где капитан успешно оформил первый удар, однако это не помогло команде добыть победу. На глазах более 60 тысяч болельщиков «джалоросси», «Рома» в послематчевой серии пенальти уступила «Ливерпулю» на своем стадионе, а капитан команды был назван главным виновником поражения римлян. Свой последний матч за родной клуб Агостино отыграл в ответном матче финала Кубка Италии против «Вероны» 26 июня 1984 года, который Рома выиграла (и по результатам финала стала обладателем кубка), однако для всех это стало лишь слабым утешением на фоне домашнего поражения в финале Кубка европейских чемпионов. В этом же году Ди Бартоломеи вслед за тренером перешёл в «Милан», где отыграл ещё три года, но там так и не смог завоевать ни единого трофея. Затем оказался в «Чезене», а позже в «Салернитане», где и закончил карьеру футболиста в 1990 году.

## Смерть
30 мая 1994 года Агостино Ди Бартоломеи покончил с собой. До сих пор доподлинно неизвестна истинная причина самоубийства игрока. Одна из самых распространенных версий гласит, что Ди Бартоломеи так и не смирился с поражением в финале Кубка европейских чемпионов, ставшим переломным в его карьере и жизни. Эту версию аргументируют тем, что футболист застрелился ровно спустя 10 лет после того самого финала Кубка европейских чемпионов, проходившего 30 мая 1984 года.

## Достижения

### Командные
- Чемпион Италии: 1982/83
- Обладатель Кубка Италии: 1979/80, 1980/81, 1983/84
- Финалист Кубка чемпионов: 1983/84

### Личные
- Введён в Зал славы клуба «Рома»: 2012
- Введён в Зал славы итальянского футбола: 2023